# (188847) Rhipée
(188847) Rhipée, désignation internationale (188847) Rhipeus, est un astéroïde troyen jovien.

## Description
(188847) Rhipée est un astéroïde troyen jovien, camp troyen, c'est-à-dire situé au point de Lagrange L5 du système Soleil-Jupiter. Il présente une orbite caractérisée par un demi-grand axe de 5,184 UA, une excentricité de 0,063 et une inclinaison de 7,1° par rapport à l'écliptique.
Il est nommé en référence au personnage de la mythologie grecque Rhipée (également orthographié Riphée), acteur du conflit légendaire de la guerre de Troie.

## Compléments